# Прагматизъм
Прагматизмът е течение във философията, датиращо от втората половина на 19 век. Негов най-сериозен източник е позитивизмът на Огюст Конт; други такива са еволюционната теория на Чарлз Дарвин, философията на Имануел Кант, английският емпиризъм. Родоначалници на прагматизма са Чарлс Пърс (в статията си „Как да направим идеите си ясни“, 1878 г.) и Уилям Джеймс (лекцията в Бъркли, 1898 г.). Към прагматизма биват отнасяни инструментализмът на Джон Дюи и хуманизмът на Фердинанд Шилър. Влияние има в Италия (Джовани Папини, Прецолини), Чехия (Карел Чапек), Китай и др. В България известен представител е Иван Саръилиев. В последните десетилетия известност придобиват Джордж Мийд, Ричард Рорти.

## Характеристики
Характеристиките на прагматизма са следните:
1. антропоцентризъм – познанието е обусловено от специфичната човешка природа; то съществува заради определни нужди на човека
2. целенасоченост на мисленето – всяко мислене има определена цел и създава план за нейното реализиране
3. функционализъм – познанието има като функция адаптиране на човека към средата и справяне с определени проблеми
4. фалибилизъм – знанието ни по който и да е проблем винаги ще бъде непълно и опровержимо.

## Прагматическият принцип
Пърс има за цел чрез този принцип да разграничи ясните представи (практически разбираемите) от неясните (като метафизическите). Така той „затваря вратата“ за класическия рационализъм и въобще за метафизическите системи. Истината не е нещо отвъд човека и света, а само резултат от конкретно научно изследване. По този начин той се противопоставя на традиционната кореспондентна (Аристотелова) теория за истината, според която истинното познание съответства точно на действителността. Истината в никакъв случай не е нещо готово, което ни чака в края на изследването, а тя е винаги в корелация с началната хипотеза, която ученият прави. Действителността сама по себе си не е истинна, а само познанието ни за нея.

### Прагматическият принцип според Чарлс Пърс
Прагматическият принцип за пръв път бива изложен в статията на Чарлс Пърс „Как да направим идеите си ясни“ (1878). Той гласи: „Ние възприемаме обекта, за който си съставяме понятие, предвид практически възприемаемите му ефекти. Понятието за тези ефекти е цялото понятие за обекта“. Той разграничава три различни степени на „яснота“ (или дефинируемост): ежедневното понятие, „енциклопедическото“ понятие (като това в учебниците по дадена наука) и прагматическото понятие, според което значението се състои от практическите последици от боравенето с даден предмет, като тези последици биват сетивни и поведенчески. Прагматическият принцип трябва да служи като правило за изясняване значението на „интелектуалните понятия“.
По-късно в съответствие с развитието на своята семиотика Пърс предлага втора формулировка, в която полага като първостепенни последиците за поведението, които произтичат от интерпретацията на даден символ. Уилям Джеймс от своя страна също реинтерпретира първата формулировка на Прагматическия принцип в контекста на емпиризма и индивидуализма, подчертавайки сетивните последици за индивида. Той дори сближава понятията за истинност и полезност, като по този начин извежда Прагматическия принцип от епистемологичния му контекст. Така се оказва, че е „прагматически правилно“ полезното за индивида да се счита и за истинно. Виждайки възможните последици от такова схващане, включително краен волунтаризъм и политическа тирания, Джеймс се отдалечава от него в най-популярната си книга „Прагматизмът“. Прагматическият принцип влияе на идеите на Джон Дюи, който му дава солидна основа в своя инструментализъм, на Фердинанд Шилър, който го използва в подкрепа на своя „хуманизъм“, на италианската група философи от Флоренция, самонарекли се „прагматисти“, на Анри Бергсон, Мартин Хайдегер и дори Бенито Мусолини (който разбира за него посредством италианската група философи).
Прагматическият принцип се появява в началната си форма отново в „Логика от 1873“, където, както беше показано, бива формулирана и теорията за изследването на Пърс. Пърс дава пример с диаманта, който присъства и в статията „Как да направим идеите си ясни“. Твърдостта на диаманта се състои в това, че ние не можем да го одраскаме, като при това той е твърд през цялото време. Въпреки този факт нищо не може да го различи от нетвърдите неща, преди да се опитаме да го одраскаме с камък. В статията от 1878 г. Пърс уточнява, че нищо не може да се промени от допускането, че преди да одраскаме диаманта, той е мек. Американският прагматист добавя и практическа дефиниция на тежестта – твърдението „едно тяло е тежко“ значи, че при липса на противоположна сила то ще падне. Третото понятие, разглеждано от Чарлс Пърс, е това за сила. Давайки пример с него, Пърс се противопоставя на възгледа на Кирхоф за „сила сама по себе си“, за чието съществуване не знаем нищо – защото всъщност чрез това понятие ние си обясняваме промените в движението.
Пърс се стреми да даде такава дефиниция на понятията на физиката, която да задоволи всеки експериментатор и да бъде плодотворна във всяко бъдещо изследване. В основата на научната дефиниция стои идеята, че осезаемото и практически разбираемото са същността на всяка истинска мисловна отлика. Прагматическият принцип има корени още във философията на Бъркли и Хюм, а според Пърс – дори и във философията на Имануел Кант. Според американския прагматист Прагматическият принцип е по-правилният метод за изясняване значенията на понятията в сравнение с Декартовия, понеже Рене Декарт е подвластен на класическата метафизика. Пърс не може да приеме остарелите понятия на класическата метафизика, която по негово време противоречи на научните открития. Класическата метафизика вече няма място в мисленето на учените. Понятия за нещо само по себе си (каквото и да е то – непознаваемо или „сила“, „тежест“) са ненужни, а Пърс подчертава дори безсмислени. Той обаче е убеден, че те могат да бъдат изяснени, а не трябва просто да бъдат елиминирани.

### Прагматическият принцип според Уилям Джеймс
През 1898 г. в Бъркли, Калифорния, Уилям Джеймс прочита обръщението си, наречено „Философски понятия и практически резултати“. В него той казва следното: „Ако има някаква част от една мисъл, която да не поражда разлика в практическите последици, тогава тя не е собствен елемент от значението (significance) на мисълта“, и малко по-нататък: „Ефективното значение на всяко философско твърдение винаги може да бъде сведено до някакво конкретно следствие в бъдещия ни практически опит". В книгата си „Прагматизмът“ той отделя цяла глава на Прагматическия принцип, заявявайки, че той преди всичко решава метафизически спорове; също така прагматистът приема конкретността, съответствието, фактите, действието и силата. Джеймс пише: „За да добием ясна представа за който и да е предмет на мисълта, ни е необходимо да отчетем какви са вероятните негови практически последици, какви усещания можем да очакваме от него и каква би била нашата реакция. Схващането на тези последици, непосредствени или по-далечни, образува нашето понятие за предмета, доколкото изобщо то има положително значение".
В „Разновидностите на религиозния опит“ Джеймс формулира отново Прагматическия принцип, опитвайки се в следващите страници да го приложи към проблема за атрибутите на Бога: „Единственият мотив на мисълта в движение, който можем да си представим, е придобиването на убеждение или мисълта в покой. Едва когато нашата мисъл за някакъв предмет е намерила покой в убеждението, можем решително и сигурно да започнем действие с този предмет. Накратко убежденията са правила за действие и цялата функция на мисленето не е нищо повече от една стъпка в създаването на навици за действие. Ако наличието на някаква част на една мисъл не би променило практическите последствия на мисълта, тогава тази част не е истински елемент от значението на тази мисъл. Затова, за да развием смисъла на някаква мисъл, трябва само да определим до какво поведение е годна да доведе тя; това поведение е за нас нейното единствено значение; и осезаемият факт в корена на всичките ни мисловни дистинкции е, че сред тях няма нито една толкова фина, че да се състои в друго, а не във възможна практическа разлика. Тогава, за да постигнем съвършена яснота в нашите мисли за един обект, трябва само да преценим какви усещания, непосредствени или отдалечени, бихме могли да очакваме от него и за какво поведение трябва да се подготвим, в случай че обектът наистина е такъв. Нашето понятие за тези практически последствия ще представлява за нас цялото понятие за обекта, доколкото това понятие изобщо има някакво положително значение".
Първоначалното намерение на Джеймс е чрез използването на Прагматическия принцип да се отстранят метафизическите твърдения, които не могат да бъдат разбрани практически от нас – например качествата самодостатъчност, нематериалност, неделимост са „абсолютно безполезна измислица на академичния ум". Не само религиозните, но и философските понятия могат да бъдат анализирани прагматически – в „Някои проблеми на философията“ той дава определения на понятия като „необходимост“, „субстанция“ и др. Но първоначалното намерение на Джеймс е заменено от друго – прагматическата теория за значението и истината да се разпростре върху етико-религиозната проблематика. Смятайки, че практическите последици на понятието потвърждават неговата истинност, Джеймс стига до идеята, че ако религиозното вярване (или някакво вярване, ориентирано към осмислянето на света) има определени „положителни“ последици, то може да се смята за истинно. Прагматическият принцип съществува при Джеймс не само в контекста на теорията на изследването, т.е. като правило за изясняване на значенията и като критерий за истинността на понятията, но и в контекста на разбирането за „волята за вяра“. Значението на едно понятие/теория/хипотеза/вярване е от значение за индивида като цяло, а не за учения (изследователя), който се захваща с определено изследване. Оттук е много близко заключението, че полезността на едно вярване му придава значение. Вярата в известен смисъл се превежда в действия. Така Джеймс експлицира втората тенденция във формулировката на Прагматическия принцип – докато първата се отнася до научните теории/вярвания, които могат да се потвърдят чрез Принципа, то втората е свързана с всяко вярване изобщо, което може да „работи“, т.е. да е „полезно“. В повечето случаи Джеймс има предвид втория вариант на Принципа, като само при противопоставянето на метафизическите/неясните понятия той използва първия вариант.

## Критика
Диалектическият материализъм критикува прагматизма, защото обяснението на действителността при прагматизма стои на позициите на „радикалния емпиризъм“, родствен на емпириокритицизма. Обективната реалност се отъждествява в прагматизъм с „опита“, а разделянето на субекта и обекта на познанието се извършва само в опита. Като изхожда от „радикалния емпиризъм“ и от схващането на истината като практически полезното, прагматизмът „извежда от всичко това бога за практически цели, само за практиката...“ (В. И. Ленин)
- В логиката прагматизмът се насочва към ирационализма: в открита форма – при Джеймз, в замаскирана чрез призиви за създаване на „логика на научното изследване“ – при Дюи. Прагматизмът разглежда законите и формите на логиката като полезни фикции.
- В етиката прагматизмът се придържа към мелиоризма, т.е. от гледището за постепенно подобряване на съществуващите порядки.
- В социологията прагматизмът варира от култа към „великите личности“ (Джеймз) и апологията на буржуазната демокрация (Дюи) до открита защита на расизма и фашизма (Шилър).[1]

Възгледите на прагматизма в България са подложени на критика от А. Златаров, Д. Михалчев, Т. Павлов, С. Гановски и А. Киселинчев.